# Semestra

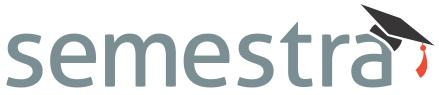
Logo von semestra.ch

Semestra ist ein Schweizer Studentenportal, welches auf die Jobsuche spezialisiert ist. Gegründet wurde die Website von der Campus Lab AG. Seit Januar 2020 wird sie von der jobchannel ag in Thalwil betrieben.

## Geschichte
Lanciert wurde die Website im Jahr 2001 unter der Domain www.studisurf.ch von Marc Isler, Fabian Gressly und Patrick Mollet. Ursprünglich war die Website als Metaportal für Studenten angedacht und verlinkte auf bestehende Angebote der Universitäten und Fachhochschulen. Die Seite wurde durch eigene News und Services für Studenten erweitert. Bekannt wurde Semestra durch Aktionen wie die Suche nach der «Studi-WG des Jahres», im Format einer Castingshow.
Nach fast 20-jährigem Bestehen wurde die Plattform per 1. Januar 2020 von der jobchannel ag übernommen.